# Komlan Amewou
Komlan Amewou, né le 15 décembre 1983 à Lomé, est un footballeur international togolais évoluant au poste de milieu de terrain.

## Biographie
De 2008 à 2010, il est titulaire dans l'équipe du championnat de Norvège Strømsgodset IF.
En juin 2010, il rallie la France et s'engage avec le Nîmes Olympique, en Ligue 2.
International togolais, il a notamment pris part à la Coupe d'Afrique des nations 2010 où son équipe a été attaquée.